# أليس ستاف
أليس ستاف (باللاتينية: Alyssum stapfii) نوع نباتي يتبع جنس الأليس من الفصيلة الكرنبية.

## البيئة والانتشار
موطنه بلاد الشام.

## مرادفات للاسم العلمي
- (باللاتينية: Alyssum antilibanoticum Rech.f.)
- (باللاتينية: Alyssum buschianum Grossh.)
- (باللاتينية: Alyssum pseudocalycinum Zohary 		)